# Mellicta britanna
Mellicta britanna är en fjärilsart som beskrevs av Ruggero Verity 1914. Mellicta britanna ingår i släktet Mellicta och familjen praktfjärilar. Inga underarter finns listade i Catalogue of Life.